# بابا عزيز (فلم)
بابا عزيز هو فيلم تونسيّ صدرَ عام 2005 للكاتب والمخرج الناصر خمير ومن بطولة بارفيز شاهينكو، مريم حميد، حسين بناهي، نسيم خلول، محمد جرايع وغلشيفته فراهاني. صُوِّر الفيلم في كلٍ من إيران وتونس.

## خلفيّة
بابا عزيز هو الجزء الثالث من ثلاثية الصحراء والتي تضمُّ أيضًا فيلمَ الهائمون (بالفرنسية: Les baliseurs du désert) الذي صدرَ عام 1984، وفيلم قلادة الحمامة المفقودة (بالفرنسية: Le collier perdu de la colombe) الذي صدر عام 1991.
تشتركُ الأفلام الثلاثة في عناصر وموضوعات هيكلية مُستمَدَّة من التصوف والثقافة الإسلاميّة بشكلٍ عام. في هذا السياق يقولُ الناصر خمير مخرج الفيلم:

## القصّة
تدور أحداثُ الفيلم بشكلٍ رئيسي حول رحلة الدرويش الضرير بابا عزيز (يقومُ بدوره برفيز شاهينشو) وحفيدته عشتار (تقوم بدورها مريم حامد) اللذان أثناء سفرهما عبر الصحراء نحو تجمع صوفي ضخم يلتقيانِ بالعديد من الغرباء الذين يروون قصصًا عن مهامهم الروحيّة والغامضة.

## طاقم التمثيل
- بارفيز شاهينشو في دور باب عزيز
- مريم حميد في دور عشتار
- حسين بناهي في دور الدراويش الأحمر
- نسيم خلول في دور زيد
- محمد جرايع في دور عثمان
- غلشيفته فراهاني في دور نور
- سورين مهرابيار في دور درويش

## استقبال

### الإيرادات
حقَّقَ الفيلمُ إيراداتٍ بلغت 263,447 $ في جميع أنحاء العالم.

### ردود الفعل
تلقى فيلمُ بابا عزيز آراءً متباينةً من النقاد، حيثُ حصل على تقييمٍ بلغَ 58% في موقع روتن توميتوز حيثُ قدَّم 24 من النقاد مراجعاتٍ إيجابية. انتقدَ مايكل هاردي الناقد السينمائي في بوسطن غلوب «خطأ» خمير في «محاولتهِ الحسنة النيّة لتصحيح المفاهيم الغربية الخاطئة عن الإسلام» مشتكيًا من أنّ الفيلم «يقعُ في الحاضر لكنّه يتجاهل بحزمٍ الأحداث الجارية لصالح الحنين إلى الماضي المجيد.»
في المقابل، أشادَ مات زولر سيتز الناقد السينمائي في صحيفة نيويورك تايمز بالفيلمِ قائلًا إنّه «قصّة خرافية جِرِّيئة من الناحية الهيكلية تنقلُ دروسًا أخلاقية وتُوضِّحُ كيف تعكس القصص الحياة وتُشكِّلُها.» يرى فرانك سكيك المراسل في هوليوود ريبورتر أن فيلم بابا عزيز «يفتقرُ إلى الوضوح السردي، لكنّه يُعوِّضُ عن ذلك في الروعة البصرية والموسيقية ... تجربة الفيلم أفضلُ على الشاشات الكبيرة.»